# Trans-Tasman Tri-Series 2017/18
Die Trans-Tasman Tri-Series 2017/18 ist ein Drei-Nationen-Turnier, das vom 3. bis zum 21. Februar 2018 in Neuseeland und Australien im Twenty20-Cricket ausgetragen wird. Bei dem zur internationalen Cricket-Saison 2017/18 gehörenden Turnier nimmt neben den beiden Gastgebern, Australien und Neuseeland, die Mannschaft aus England teil. Im Finale setzte sich Australien mit 19 Runs (D/L-Methode) gegen Neuseeland durch, nachdem das Spiel wegen starken Regenfalls im zweiten Innings abgebrochen worden war.

## Vorgeschichte
England und Australien bestritten zuvor eine Ashes Tour, in der Australien die Test-Serie und England die ODI-Serie gewann, während Neuseeland eine Tour gegen die West Indies bestritt. Es ist das erste Dreinationenturnier, das im Twenty20-Format zwischen Vollmitgliedern des ICC ausgetragen wird.

## Format
In einer Vorrunde spielt jede Mannschaft gegen jede andere zwei Mal. Für einen Sieg gibt es zwei, für ein Unentschieden oder No Result einen Punkt. Die beiden Gruppenersten qualifizieren sich für das Finale und spielen dort um den Turniersieg.

## Stadien
Die folgenden Stadien wurden für die Tour als Austragungsort vorgesehen.
| Stadion                     | Stadt      | Kapazität | Spiele            |
| --------------------------- | ---------- | --------- | ----------------- |
| Bellerive Oval              | Hobart     | 20.000    | 2. Spiel          |
| Melbourne Cricket Ground    | Melbourne  | 100.024   | 3. Spiel          |
| Sydney Cricket Ground       | Sydney     | 48.000    | 1. Spiel          |
| Eden Park                   | Auckland   | 50.000    | 5. Spiel & Finale |
| Seddon Park                 | Hamilton   | 10.000    | 6. Spiel          |
| Wellington Regional Stadium | Wellington | 34.500    | 4. Spiel          |

## Kaderlisten
Australien benannte seinen Kader am 22. Januar 2018.

## Tour Match
| 7. Februar Scorecard | Hobart | Prime Minister’s XI 136-8 (20)   | – | England XI 139-2 (12.4) |
|                      |        | England XI gewinnt mit 8 Wickets |   |                         |

## Spiele

### Vorrunde
Tabelle
| Teams      | Sp. | S | N | U | R | NR | BP | Punkte | NRR    |
| ---------- | --- | - | - | - | - | -- | -- | ------ | ------ |
| Australien | 4   | 4 | 0 | 0 | 0 | 0  | 0  | 8      | +1.858 |
| Neuseeland | 4   | 1 | 3 | 0 | 0 | 0  | 0  | 2      | −0.556 |
| England    | 4   | 1 | 3 | 0 | 0 | 0  | 0  | 2      | −1.036 |

Sieg: 2 Punkte; Remis: 1 Punkte
Spiele
| 3. Februar Scorecard | Sydney | Neuseeland 117-9 (20)                         | – | Australien 96-3 (11.3) |
|                      |        | Australien gewinnt mit 7 Wickets (D/L method) |   |                        |

| 7. Februar Scorecard | Hobart | England 155-9 (20)               | – | Australien 161-5 (18.3) |
|                      |        | Australien gewinnt mit 5 Wickets |   |                         |

| 10. Februar Scorecard | Melbourne | England 137-7 (20)               | – | Australien 138-3 (14.3) |
|                       |           | Australien gewinnt mit 7 Wickets |   |                         |

| 13. Februar Scorecard | Wellington | Neuseeland 196-5 (20)          | – | England 184-9 (20) |
|                       |            | Neuseeland gewinnt mit 12 Runs |   |                    |

| 16. Februar Scorecard | Auckland | Neuseeland 243-6 (20)            | – | Australien 245-5 (18.5) |
|                       |          | Australien gewinnt mit 5 Wickets |   |                         |

| 18. Februar Scorecard | Hamilton | England 194-7 (20)         | – | Neuseeland 192-4 (20) |
|                       |          | England gewinnt mit 2 Runs |   |                       |

### Finale
| 21. Februar Scorecard | Auckland | Neuseeland 150-9 (20)                       | – | Australien 121-3 (14.4) |
|                       |          | Australien gewinnt mit 19 Runs (D/L method) |   |                         |